# (36272) 2000 AJ51
2000 AJ51 (asteroide 36272) é um asteroide da cintura principal. Possui uma excentricidade de 0.04784740 e uma inclinação de 7.97713º.
Este asteroide foi descoberto no dia 4 de janeiro de 2000 por LINEAR em Socorro.